# Pénzverés
A pénzverés kialakulása egyidős a fémpénz megjelenésével. Ez utóbbi története nem tárgya jelen szócikknek. A pénzverés, más szóval érmegyártás vagy érmeverés kezdetekben egyszerű kézi kovácsolási eljárás volt. Idővel a módszer tökéletesedett, majd itt is megjelentek az egyszerű, később egyre bonyolultabb gépek. Ezek fejlődése természetesen napjainkban is tart. Magyarországon a forgalmi érmék előállításával a Magyar Pénzverő Zrt. foglalkozik. A vert érmek előállítása, az éremverés szinte teljes egészében megegyezik a pénzverés technológiájával. A különbség lényege, hogy az érem sokszorosítása esetén nem döntő fontosságú a termelékenység. Így lehetőség adódik speciális, több időt és bonyolultabb eljárást igénylő technológia alkalmazására. Vert érmeket a már említett pénzverő zrt. mellett több cég is készít hazánkban.

## Verőszerszám
Más néven verőtő, vagy bélyeg. Acélból készült szerszám, aminek a felületébe a vereten szereplő éremkép negatívja található. Ennek a negatívnak a segítségével mechanikusan hozzák létre a lenyomatot. A különböző korokban, az adott fejlettségi foknak megfelelően, különböző felületi keménységgel tudták ezeket a szerszámokat ellátni. Minél keményebb a szerszám, annál több lenyomat készülhet a segítségével. Amíg a szerszámok egyedileg kézi munkával készültek, annak pontatlansága miatt azonos érméken azonos motívumok, de eltérő esztétikai minőségben jelentek meg.
|  |  |  |  |

### Vésett verőtő
A verőtő anyagába – kézi munkával –, véséssel, tehát az anyag kiemelésével járó hántolási eljárás segítségével készítik az érme- vagy éremképet, ami a későbbi veret mintájának negatívja.

### Poncolt verőtő
A verőszerszámba kisebb kézi szerszámok (poncoló) beütésével készítenek negatív ábrát. Sok görög, római érménél megfigyelhető, hogy a portré véséssel, de a felirat különböző alakú szerszámok beütésével készül. Vannak kizárólag poncolt technikával létrehozott éremképek is.

### Pantográf marógéppel készült verőtő

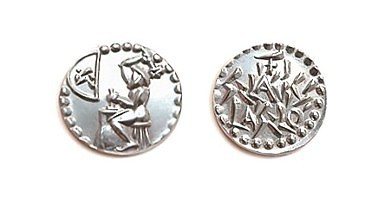
ifj. Szlávics László kézi pénzverőt ábrázoló saját névjegyérme (ezüstözött vert vörösréz)

A jelenleg használt eljárás esetében a szerszámot speciális marógéppel hozzák létre. A 19. század második felében megjelent kicsinyítő marógép más néven pantográf forradalmi változást hozott a verőtövek gyártásában. Ennél a módszernél érme vagy érem modelljét tervezőművész megadott méretarány szerint, – átmérő általában 140-200 mm – készíti el. Erről a pozitív gipszmintáról – speciális anyagból – készült másolat kerül a pantográfra, aminek a segítségével készül el szerszámacélból a kicsinyített változat. Ez a már az érme vagy érem méretével megegyező, pozitív minta lesz a vezérszerszám, avagy apatő. Miután a vésnökmester kézi munkájával elnyeri végleges alakját, hőkezelés útján keményre „edzik”. Ezt követően, a vezérszerszámot nagy teljesítményű (1000 tonnás) sajtológép segítségével, nyers szerszámacélba „nyomják”. Így jön létre az a verőtő, amin a negatív mintát láthatjuk. Mivel ennél a módszernél az azonos minőségű verőszerszámok sokszorosítása is megoldott, a jelenlegi érmegyártásnak, de legtöbb esetben a vert érmek készítésének is, ez a technológiája. A mintázat a régebbi érmékhez képest sokkal alacsonyabb, ami abból adódik, hogy a korszerű, nagy szilárdságú szerszámacéloknak kicsi az összenyomhatósági határa.

## Kézi pénzverés
Ez a legősibb pénzverési technika. Annyi biztos, hogy az i.e. 700-as évekből már ismerünk ilyen módszerrel készült érméket. Egyfajta kézi kovácsolási eljárás, ami a sajtolási technológiák előzménye. A verőszerszám kezdetben maga az acélüllő volt, aminek a felületébe vésték a vereten megjelenő mintázatot. A fémdarabot az üllőre téve, arra egy kézben tartott szerszámot helyeztek, melynek alsó része kalapácsszerű nagyobb sima felületével érintkezett a lapka. Felső részét úgy alakították ki, hogy alkalmas legyen arra, hogy egy kalapáccsal nagy ütést mérjenek rá. Ennek a szerszámnak a lapkával érintkező felületébe szintén éremképet véstek, így alakultak ki az először csak egyik oldalán, majd mindkét oldalán verettel (mintával) ellátott érmék. A legfőbb sajátossága az így készült érméknek, hogy a két oldalán lévő mintázat olykor egész jelentős mértékben elmozdul – elfordul, elcsúszik – egymáshoz képest. Ennek kiküszöbölésére, különböző kézi szerszámokat fejlesztettek ki, ahol a két verőtő egymáshoz képest pozícióban tartása volt a cél. Alsó verőtövet alkalmaztak, aminek alsó oldala tüskében végződött, amit a fából készült tőkébe süllyesztettek. Erre helyezték a fémlapkát, majd arra a felső verőtövet.
Az apró fejlesztésektől eltekintve, ez a technika hosszú ideig, gyakorlatilag a 16. század elejéig fennmaradt.

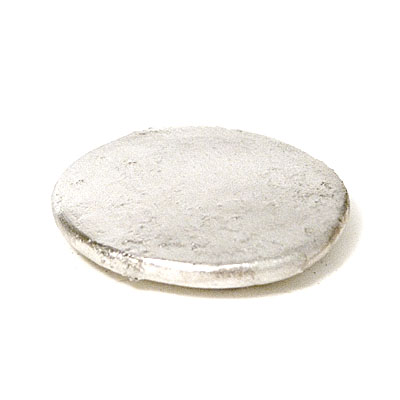
Lencse alakú, színezüstből öntött lapka, kézi éremveréshez, ill. szabadon sajtoláshoz előkészítve

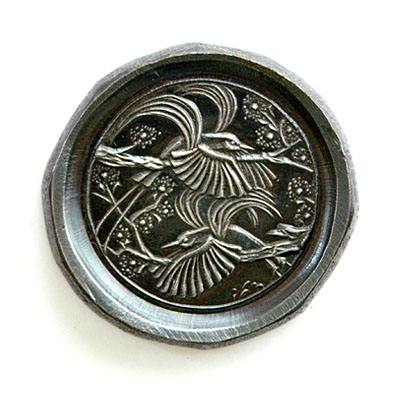
ifj. Szlávics L.: Paradicsom-madarak, kovácsolt vas lapkából szabadon sajtolt érem (a sajtolószerszáma fent látható)

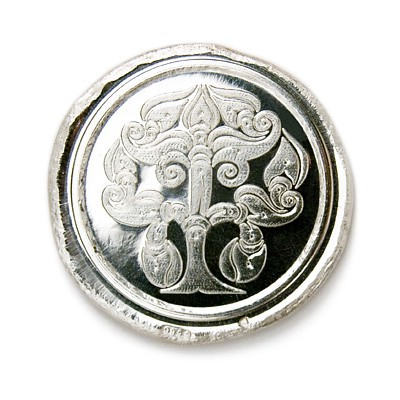
ifj. Szlávics L.: Életfa, öntött színezüst lapkából szabadon sajtolt érem (a szerszáma fent látható)

### Kézi éremverés
A nyolcvanas években ifj. Szlávics László éremművész nagy feltűnést keltett kézi véséssel készített verőtövekkel, kézi éremveréssel előállított alkotásaival. Később az érmek sokszorosítására speciális verőgépet alkalmazott. Az általa tervezett sajtológéppel a veretek ugyanolyan szabálytalan egyedi darabokká válnak, mint a kézi verés alkalmazása során.

### Lapka
- A veret anyaga ebben az esetben, öntészeti eljárással készült lencse, félgömb, vagy golyó alakú fémdarab, aminek a súlya pontosan kimért, hisz a verés alkalmával a tömeg nem, csak az alak változik.
- A 12. században megjelenik a lemez, mint a lapka alapanyaga. Az öntészeti úton előállított rúdból hengerléssel kialakított szalag anyagból készült a pénzveréshez előkészített, egyre szabályosabb alakú lapka.

### Veret
- Legtöbb esetben zömítő sajtolással jön létre. Ebben az esetben a lapka anyaga összenyomódik, zömül. A verés során a lapka széle nyúlik, idomul, ezért alakja szabálytalanná válik, ovális, széle gyakran behasad.
- Van példa a pénztörténetben átnyomó sajtolással készült veretekre is. Ebben az esetben a lapka egyik oldalán pozitív, a másik oldalán negatív a minta képe, tehát az anyag csak minimális mértékben zömül, inkább csak átnyomódik. Ezek a veretek a lemezből készült lapka megjelenését követően alakultak ki.

## Ejtőműves pénzverés
Alig különbözik a kézi pénzverésnél leírtaktól. Egy egész egyszerű szerkezet, amely a megvezetést és a pontos pozíciót biztosította a két verőszerszám között. A felső verőtövet befogó elemét „ráejtették” az alsó verőtőre helyezett lapkára, majd a pénzverő szakember kalapácsütésekkel „verte” az érmét készre.

### Lapka
Itt már a lapka lemezből készül. Ennek módja a mai napig alig változott. Öntészeti úton előállított rúdból hengerléssel készült szalagot darabolják kerek lapkává.

### Veret
A szabályos lemez lapkára, már könnyebb volt szabályos veretet készíteni. A pontos előkészítés következtében a veretek is egyre pontosabbá váltak.

## Hengeres pénzverés
A 17. században kezdődik meg a gépi pénzverés gyorsabb fejlődése, ennek egyik fajtája a hengeres sajtolás. Ebben az esetben, két egymás felett elhelyezkedő, nagyon pontosan szinkronban mozgó acélhenger felületébe készítik a veret negatív mintáját. A hengerek közötti rés kisebb, mint a fémszalag vastagsága, amit közéjük fűznek, így az érme mintáját belesajtolja a szalag anyagába. A már „veretekkel” ellátott szalagot, darabolták érmévé.

### Pofás pénzverőgép
A hengeres pénzveréstől csak annyiban különbözik, hogy az íves felületű pofák nem teljes hengerek, de a sajtolási munkát ugyanazon módon fejtik ki. Ennek előnye, hogy a sajtolást végző szerszámot könnyebb elkészíteni vagy másikra cserélni.

## Csavaros préssel történő pénzverés

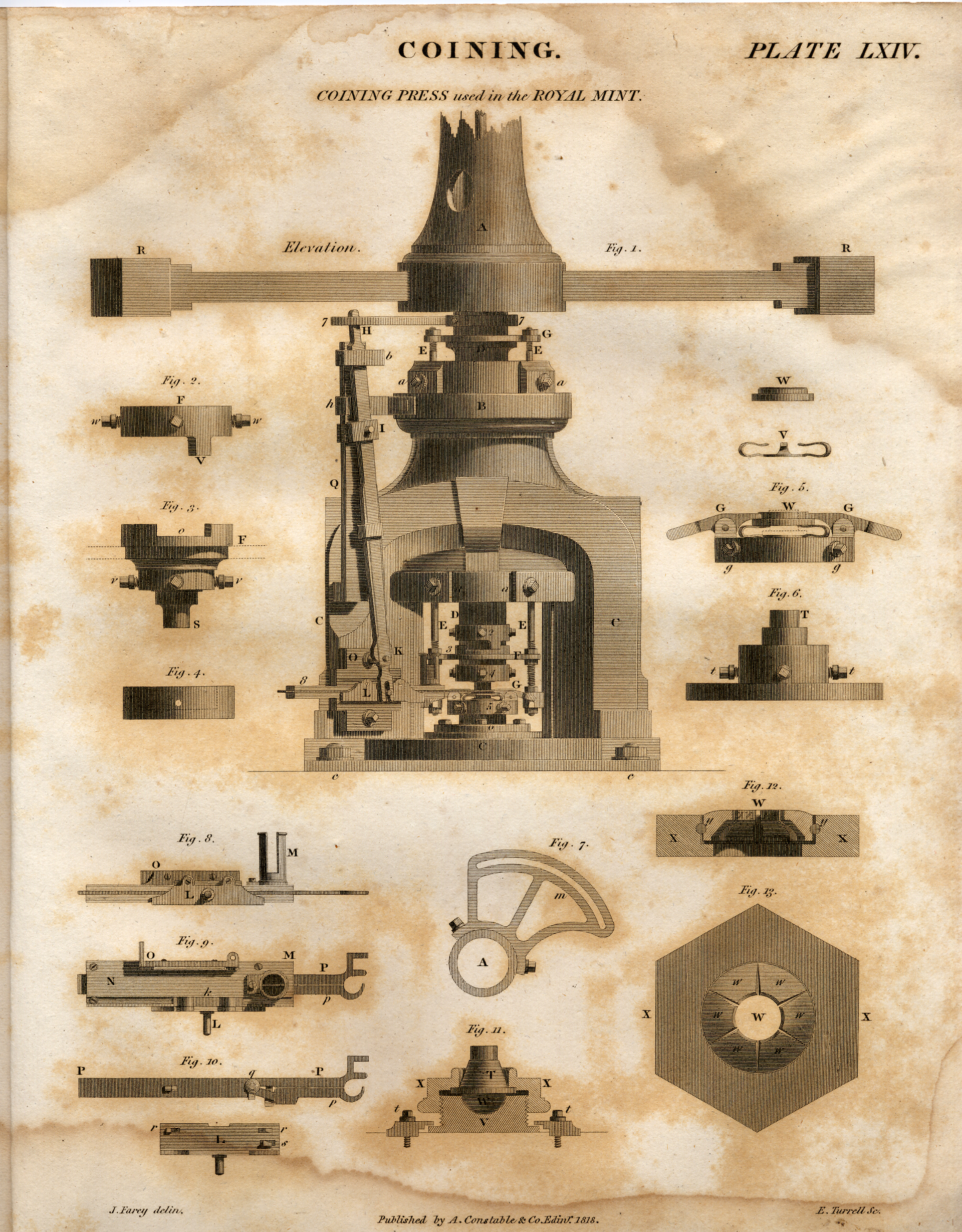
Csavarorsós pénzverőgép

A kézi pénzveréshez annyiban kötődik, hogy itt is eleinte az emberi izomerőt használják a veret előállítására. A csavarprés, közismert nevén golyósprés a centrifugális erőt alakítja át sajtolási energiává. A gép legfontosabb része, a függőlegesen elhelyezkedő tengely, melyen magas emelkedésű csavarorsó található. Ennek a tengelynek a megforgatására szolgál a rá kereszt irányban vízszintesen rögzített tengely, aminek két végén nagy (általában golyó formájú) súlyok vannak. Ezért nevezik a köznyelvben egyszerűen golyósprésnek. Kézi erővel meglendítik a súlyokat, az megpörgeti a tengelyt, és az ennek segítségével megmozgatott felső befogószerkezet, a benne lévő szerszámot rácsapja az alsó szerszámra helyezett lapkára. Ennek a gépnek születtek először gőzgéppel, majd elektromos motorral hajtott változatai, amelyek a 19. század első harmadáig egyeduralkodó gépek voltak a pénzverés területén. Ma már nincs szerepe ebben az iparban, de mint sajtolási eljárás napjainkban is használatos. A Magyar Nemzeti Bank központi épületében a 2013-ig működő Látogató központban egy kisméretű kézzel üzemeltethető golyóspréssel lehetett emlékvereteket készíteni.

### Veret
Ennél a sajtolási módszernél jelenik meg először a gyűrűben való verés. Lényege, hogy a sajtolás közben megnyúló, tehát körkörösen táguló lapka széle egy acélgyűrűnek feszül neki, ezáltal azon megjelenhet a gyűrű belső felületén kialakított mintázat, recék, vagy csak egyszerűen az eddigieknél sokkal szabályosabbá válik. Az így készült érméket már nem lehetett körülnyírni, így csonkítani a súlyát, ami eddig az időig gyakran előfordult.

### Szélezőgép
1685-ben Párizsban állították munkába az első szélezőgépet, ami a mai napig fontos eszköze a pénzverdéknek. A pénzérmék gyártása során a már ismertetett módon szalagból kivágott szabályos kör formájú lapkákat mechanikus tisztítást követően szélezőgépbe teszik, ahol az érme szélének kialakítása megtörténik. A hengerek között átfutó lapkák széle felduzzad, megvastagodik, amiből a verés során kialakul a jól ismert perem. A lapka szélének felülete lehet sima, recézett, vagy mintás. Mivel a jelenlegi technológiából adódóan az érme mintázata rendkívül alacsony (néhány tized mm), ezért a verés során a lapka alig nyúlik, így a szél felülete nem sérül.

## Könyökemeltyűs pénzverőgép

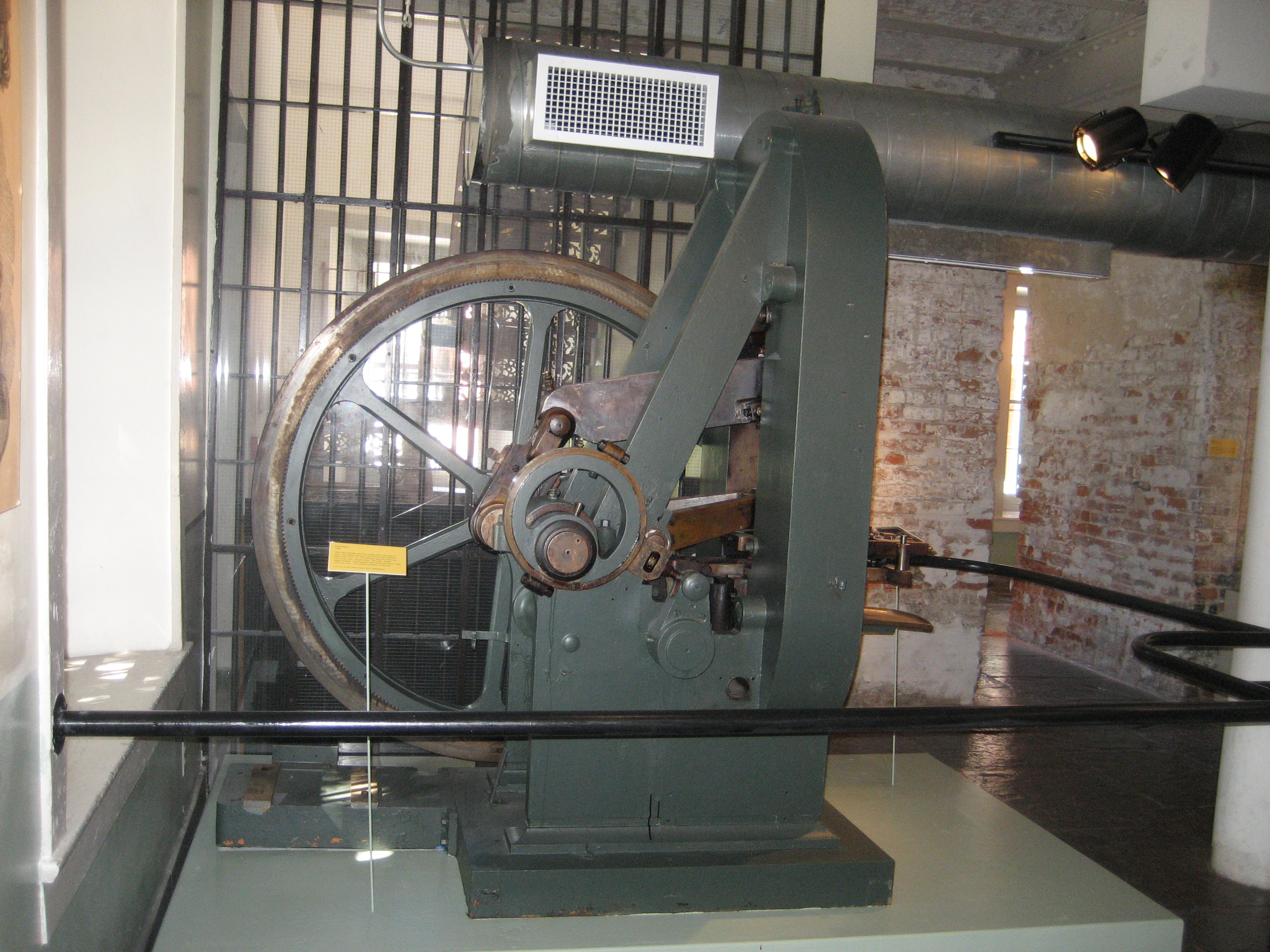
Könyökemeltyűs pénzverőgép fotója

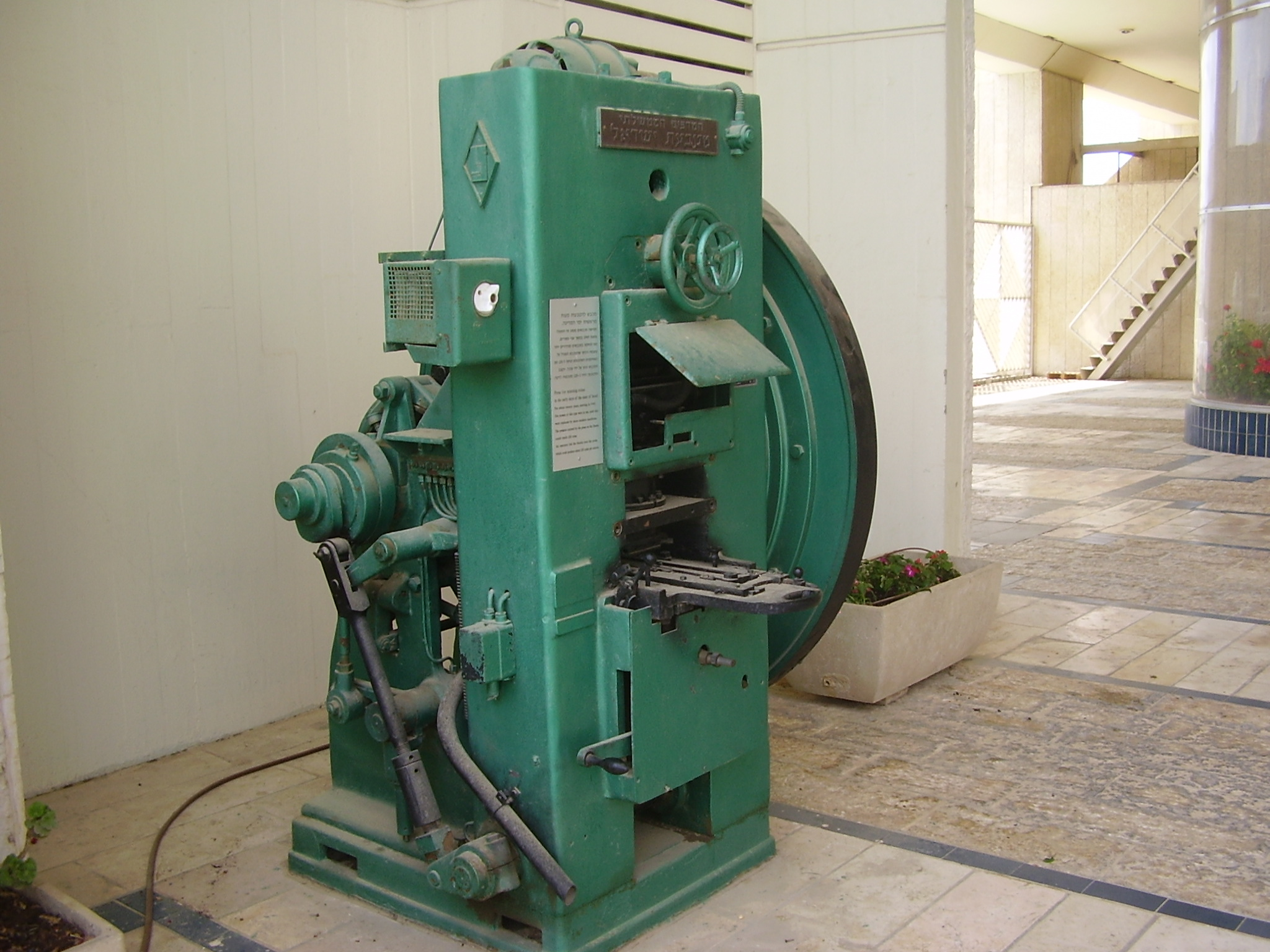
Izraeli bank modern pénzverőgépe

1811-től az 1930-as évekig használták. Nagy hatékonysággal, kevés kézi munkával precíz veretek készítésére volt alkalmas. Különböző változatai elterjedtek az egész világon.

## Hidraulikus pénzverőgép
Napjainkban nagy teljesítményű hidraulikus présgépekkel folyik a pénzverés. Ezek a szerkezetek minimális emberi beavatkozással készítik a forgalmi érméket világszerte.

## Éremverés napjainkban
A sajtolt érem készítése során a rendkívül nagy termelékenységet elért, gyors pénzverőgépeket nem lehet alkalmazni. Ezért itt az érmegyártásban már nem használt lassú, de precíz munkára alkalmas gépeket (könyökemelő sajtó, csavarprés, lásd bővebben: Mechanikus sajtók) alkalmazzák. Vert érem esetében nem kell ragaszkodni az érméken megszokottá vált rendkívül alacsony plasztikához. Itt van lehetőség arra, hogy a magasabb domborulatok eléréséhez lassú járású, egyedi verésre is alkalmas préssel, több ütést is mérjenek a lapkára. Így az a mélyebb negatívba is beleveri az anyagot, tehát amennyiben szükséges, az érem verése során a lapkát gyűrű nélkül addig ütik, míg elérik a magasabb plasztikát. Az ütések között – szükség esetén – hőkezeléssel lágyítják az érem anyagát és így helyezik vissza a verőszerszámra, ügyelve arra, hogy a veret pontosan a negatívba illeszkedve kerüljön a helyére. Ebben az esetben, a verés során a lapka szabadon körkörösen nyúlik, tágul, így az érmet a verés után kell körbevágni, az élét kialakítani.

## Jelentősebb magyar pénzverdék

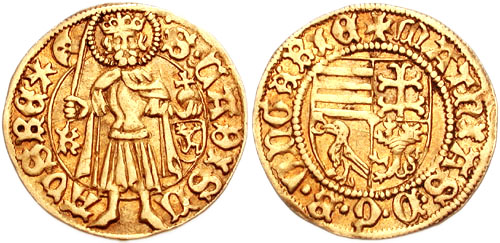
Mátyás király Körmöcbányán vert aranyforintja

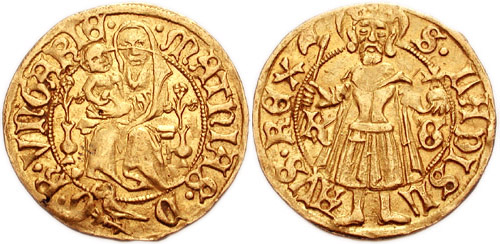
Mátyás pénzének állandó értékét az állandó éremkép is nyomatékosította. A pénzügyi reformot követően az aranyforintok előlapjára a korábbi címer helyett az ország védőszentje, a Patrona Hungariae került, az érem hátlapján pedig a hagyományos Szent László ábrázolás

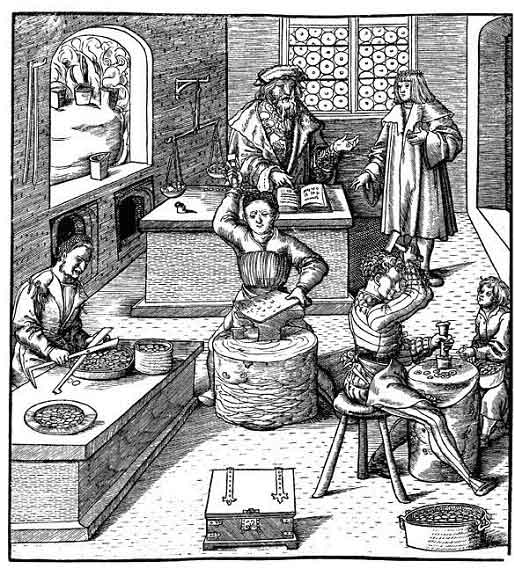
Középkori pénzverde

Magyarországon (az Erdélyi Fejedelemséget is ide számítva) az idők folyamán közel ötven helyen vertek pénzt. Sok pénzverde ugyan csak pár évig vagy évtizedig üzemelt, vagy csak szükségpénzeket vertek, de sok településen több évszázadon át folyt a pénzverés. A jelentősebb magyar és erdélyi pénzverdék:
- budai pénzverde (rövid megszakításokkal 1255-től 1531-ig)
- budapesti pénzverde (1919. április 3-tól 1922-ig; 1926. március 1-jétől 1944. decemberig; 1945 óta)
- esztergomi pénzverde (körülbelül 1001-től 1355-ig)
- felsőbányai pénzverde (hosszú megszakításokkal 1337-1510)
- gyulafehérvári pénzverde (1337-től 1871-ig)
- kassai pénzverde (megszakításokkal a 14. századtól 1707-ig)
- kolozsvári pénzverde (1440-től 1705-ig)
- körmöcbányai pénzverde (1328-tól 1918-ig)
- munkácsi pénzverde (1508-1510; 1624; 1698; 1706-1707)
- nagybányai pénzverde (1350-es évektől 1851-ig)
- nagyszebeni pénzverde (1330-tól 1712-ig)
- pécsi pénzverde (nagyjából 1283-tól 1430-ig)
- pozsonyi pénzverde (1430-tól 1721-ig)
- segesvári pénzverde (1433-tól 1452-ig majd 1660-tól 1673-ig)
- székesfehérvári pénzverde (1325-1371; 1382-1384; 1430-1437; 1468-1470)
- szomolnoki pénzverde (közel évszázados szünetekkel, a 14. század első felétől 1816-ig)
- zágrábi pénzverde (szlavón báni pénzverés 1260-tól 1351-ig majd királyi pénzverés 1524-től 1526-ig)